# Rock On, Rock Hard, Rock Animal
Rock On, Rock Hard, Rock Animal è l'undicesimo album di Adam Bomb, uscito nel 2012 per l'Etichetta discografica Coalition Records.

## Tracce
1. Avalanche  (Adam Bomb, Paul Del Bello)
2. Rocklife  (Adam Bomb, Paul Del Bello)
3. Doctor 666  (Adam Bomb, Paul Del Bello)
4. Powerhouse  (Adam Bomb, Paul Del Bello)
5. Straight in the tank  (Adam Bomb, Paul Del Bello)
6. Stay Connected  (Adam Bomb, Paul Del Bello)
7. One pun can change the fight  (Adam Bomb)
8. Float on By  (Adam Bomb)
9. Last night on earth  (Adam Bomb)
10. Antisocial (Trust)

## Formazione
- Adam Bomb - voce, chitarra
- Paul Del Bello - basso, cori, voce su 'Powerhouse'
- Violet Cannibal - batteria

### Altri musicisti
Arno Hecht; Billy Perez; Alan St Jon; Marge Raymond; Bobby Reynolds;